# Ernst Mumenthaler
Ernst Mumenthaler – szwajcarski zapaśnik walczący w stylu klasycznym. Olimpijczyk z Amsterdamu 1928, gdzie zajął trzynaste miejsce w wadze lekkiej.

## Letnie Igrzyska Olimpijskie 1928
| Konkurencja            | Rundy eliminacyjne   | Rundy eliminacyjne     | Klas. końcowa |
| Konkurencja            | Przeciwnik I         | Przeciwnik II          | Miejsce       |
| ---------------------- | -------------------- | ---------------------- | ------------- |
| 67,5 kg styl klasyczny | Einar Borges (DEN) P | Vladimír Vávra (TCH) P | 13.           |